# Groupe fortifié Lorraine
La Feste Lothringen, rebaptisé groupe fortifié Lorraine après 1919, est un ouvrage militaire situé près de Metz. Il fait partie de la seconde ceinture fortifié des forts de Metz et connut son baptême du feu, fin 1944, lors de la bataille de Metz.

## Contexte historique
Pendant l’Annexion, Metz, dont la garnison allemande oscille entre 15 000 et 20 000 hommes au début de la période et dépasse 25 000 hommes avant la Première Guerre mondiale, devient progressivement la première place forte du Reich allemand. La Feste Lothringen complète la Seconde ceinture fortifiée de Metz composée des Festen Wagner (1904-1912), Kronprinz (1899 - 1905), Leipzig (1907-1912), Kaiserin (1899-1905), Lothringen (1899-1905), Freiherr von der Goltz (1907-1916), Haeseler (1899-1905), Prinz Regent Luitpold (1907-1914) et Infanterie-Werk Belle-Croix (1908-1914).
Construit au début du XXe siècle, le groupe fortifié fait alors partie d’un programme de fortifications plus vaste, appelé « Moselstellung », et englobant des forteresses disséminées entre Thionville et Metz, dans la vallée de la Moselle. L’objectif de l’Allemagne était de se protéger contre une attaque française visant à reprendre l'Alsace-Lorraine, soit l’Alsace et la Moselle, à l’Empire allemand. Le système de fortification fut conçu pour s’adapter aux progrès grandissants de l’artillerie depuis la fin du XIXe siècle. Basé sur de nouveaux concepts défensifs, tels que la dispersion et la dissimulation, le groupe fortifié devait constituer, en cas d’attaque, un barrage infranchissable pour les forces françaises.

## Conception d’ensemble
Le périmètre de protection du groupe fortifié Lorraine est assuré par un ensemble de positions d’infanterie, de casernes fortifiées et de batteries d’artillerie, disséminés sur une vaste superficie et dissimulés par la topographie naturelle. À partir de 1899, le Plan Schlieffen de l’état-major allemand conçut les fortifications de la Moselstellung, entre Metz et Thionville, comme un verrou destiné à bloquer l’avance éventuelle des troupes françaises en cas de conflit. Ce concept de ligne fortifiée sur la Moselle constituait une innovation significative par rapport au système Séré de Rivières développé par les Français. Il inspirera plus tard les ingénieurs de la ligne Maginot.

## Construction et aménagements
Le groupe fortifié Lorraine a été construit sur les hauteurs de Saulny. Il devait renforcer le front nord-ouest de la première ceinture fortifiée. Il contrôlait l’axe ferroviaire Metz-Verdun, passant par Amanvillers, et l’axe routier Metz-Briey. D’une superficie de 385 ha, le Feste Lothringen a été construit de 1899 à 1903. Il est composé d’une fortification principale et de deux points d’appui, au nord et à l’ouest. Il est doté de 6 obusiers de 150 mm et de 6 canons longs de 100 mm. Il dispose de 14 coupoles d’observation et de 24 postes de guet. Il est doté de deux casernes bétonnées, l’une pour 1 000 hommes, l’autre pour 400 hommes. Il était en effet prévu pour accueillir quatre compagnies d’Infanterie, en plus des artilleurs. La Feste possédait une ligne téléphonique et une centrale électrique dotée de 4 moteurs diesel de 35 CV. 600 m de galeries souterraines relient les différentes positions.

## Affectations successives
À partir de 1890, la relève dans les forts est assurée par les troupes du XVIe Corps d’Armée stationnées à Metz et à Thionville. À l’arrière des lignes allemandes pendant la Grande guerre, le fort ne connut pas l’épreuve du feu. En novembre 1918, le fort est de nouveau occupé par l’armée française. Après le départ des troupes françaises en juin 1940, l’armée allemande réinvestit les lieux. Après guerre, l'armée française reprend le groupe fortifié. Le bâtiment principal a été utilisé jusqu'en 1985 par le GRET 806, puis la 1re compagnie du 43e régiment de transmissions. L'ouvrage principal est depuis le début des années 2000, utilisé comme support et poste électrique pour deux antennes de communication de l'armée. Ce bâtiment reste protégé par trois enceintes avec barbelés, grillage et grilles en fer forgé, dont deux d'époque. La troisième enceinte, la plus au centre, a été installée récemment afin d'interdire l'accès aux antennes de communications. L'ouvrage est équipé d'une alarme afin d'éviter toute intrusion. Tous les autres blocs restent cependant accessibles sans avoir à franchir l'enceinte centrale.

## Seconde Guerre mondiale
Début septembre 1944, au début de la bataille de Metz, le commandement allemand l’intègre au dispositif défensif mis en place autour de Metz. Le 2 septembre 1944, Metz est en effet déclarée forteresse du Reich par Hitler. La place forte doit donc être défendue jusqu’à la dernière extrémité par les troupes allemandes, dont les chefs ont tous prêté serment au Führer. Le lendemain, 3 septembre 1944, le général Krause, alors commandant de la place forte de Metz, établit son Oberkommando, le poste de commandement principal, dans la caserne du fort Alvensleben. Le jour même, les troupes du général Krause prennent position sur une ligne allant de Pagny-sur-Moselle à Mondelange, en passant à l’Ouest de Metz par Chambley, Mars-la-Tour, Jarny et Briey. Après un premier repli opéré le 6 septembre 1944 sur Saint-privat et Amanvillers, les lignes allemandes s’appuient maintenant solidement sur les forts du secteur, en particulier sur le groupe fortifié Lorraine, ou Feste Lothringen, et sur les positions fortifiées des carrières d’Amanvillers, ou Steinbruch-Stellung, Kellermann, ou Wolfsberg-Stellung, Richepanse, ou Batterie Vemont et Canrobert, ou Horimont-Stellung. Le secteur d’Amanvillers - Saint-Privat est tenu au nord par le 1010e Sicherungs-Regiment du colonel Richter de la 462e Infanterie-Division et au sud par les Fahnenjunker de la Fahnenjunkerschule VI des Heeres « Metz » sous les ordres du colonel SS Siegroth. La ligne de fortifications du secteur allant de Gravelotte à Semécourt, qui se composait d’un mur de béton discontinu, de trois mètres de haut et 10 mètres de large, renforcé par quatre forts, le tout recouvert à l’ouest par une ligne d’avant-postes, de tranchées, de barbelés, et de positions de mitrailleuses, semble imprenable.
Le 9 septembre 1944 au matin, l’artillerie américaine déverse une pluie d’obus sur les positions allemandes identifiées, préparant le terrain à l’infanterie et aux blindés de la Task force McConnell. Arrivées dans le Bois de Jaumont les troupes américaines du 2e Infantry regiment sont prises sous le feu du Fort Kellermann. Les batteries allemandes éliminent en quelques instants sept chars et deux canons autoporteurs, forçant la colonne à se retirer précipitamment. Voulant contourner les fortifications par le nord, les Américains sont bientôt pris sous le feu d’une contre attaque allemande, avant d’être stoppés par les tirs du groupe fortifié Lorraine. L’artillerie de campagne américaine reprend aussitôt ses tirs sur les ouvrages fortifiés du secteur, mais sans grands résultats compte tenu du relief et de la végétation. Le 3e Bataillon de la Task force, chargé du flanc droit de l’attaque, tombe sur la ferme fortifiée de Moscou, véritable redoute entre les ouvrages fortifiés allemands, avant d’être pris sou un feu nourri venant de Gravelotte. Le 2e bataillon de la Task force, qui se dirigeait vers Vernéville avec une relative facilité, est finalement arrêté par des tirs provenant d’un chemin creux, à l’ouest du fort François-de-Guise. La journée s’achève sur un constat d’échec pour le colonel Roffe, qui déplore des pertes élevées pour twenty odd forts, vingt forts dépareillés.
Le colonel Roffe du 2e Infantry regiment, dont les pertes s’élevaient déjà à 14 officiers et 332 hommes au matin du 9 septembre, réclame l’appui de l’aviation au général Silvester. Le 10 septembre 1944, trois escadrilles de chasseurs-bombardiers déversent leurs bombes sur le secteur est d’Amanvillers, où sont groupées les fortifications. Les P-47 atteignent leurs cibles, mais les bombes de 500 livres ont peu d’effet sur le béton armé des ouvrages fortifiés. L’attaque d’infanterie lancée à 18h00 rencontre une résistance acharnée. Malgré le soutien des chars, elle s’arrête à bout de souffle trois heures plus tard. Du côté de Gravelotte, dans le Bois des Génivaux, les troupes américaines piétinent aussi face aux Fahnenjunker de Siegroth qui dominent le terrain. Le 10 septembre 1944, le commandant de la 7e division blindée accepte de prendre position près de Roncourt, afin de soutenir une nouvelle attaque du 2e Infantry regiment. Le 11 septembre 1944, à 6h30, les chars font route vers Pierrevillers, essuyant au passage des tirs sporadiques. Ils tombent finalement sur un barrage routier antichar, sous le feu de canons antichars camouflés et difficilement localisables. L’infanterie arrive cependant à prendre position sur les pentes boisées, au nord-ouest du village de Bronvaux, trop loin cependant de l’objectif pour soutenir le 2e Infantry regiment. Malgré plusieurs contre-attaques de la 462e Infanterie Division, les troupes américaines arrivent à reprendre du terrain en fin de journée, après un barrage roulant d’artillerie visant les ouvrages fortifiés du secteur, et utilisant des obus fumigènes en couverture.
Le 13 septembre 1944, l’État-major américain redéploie ses troupes sur la ligne de front pour concentrer son attaque sur les ouvrages fortifiés. Mais la fatigue et le stress désorientent maintenant les hommes du 2e Infantry regiment, et ils sont finalement relevés de ce Hell hole le 14 septembre 1944. Le 1er bataillon de la Task force, durement touché par les tirs d’artillerie de la 462e Volks-Grenadier-Division et par les tirs précis d’armes légères, doit se retirer avec difficulté derrière un écran de fusées fumigènes, à plus de cinq cents mètres d’Amanvillers. Vers 14h00, une frappe aérienne sur Amanvillers ne permet pas à l’infanterie de progresser, le village étant trop proche des fortifications du secteur pour être pris en totalité. Deux régiments renforcés par des compagnies du génie de la 90e Infantry Division prennent la relève dans le secteur : le 357e Infantry Regiment du Colonel Barth prend position le long du 'bois de Jaumont, à l’Est de Saint-Privat, alors que le 359e Infantry Regiment du colonel Bacon prend position à l’est de Gravelotte.
Le 15 septembre 1944, une attaque est prévue sur le secteur des ouvrages Canrobert et Kellermann au nord et Jeanne-d’Arc au sud du secteur. L’approche est difficile, les soldats allemands se défendant pied à pied. Les bazookas américains étant sans effet sur les casemates bétonnées, des chars suivis de sections armées de lance-flammes se jettent sur les premières lignes allemandes, ne parvenant qu’à les neutraliser, sans les prendre. Le général McLain comprend qu’une attaque frontale du secteur serait vouée à l’échec et ordonne à ses troupes de maintenir la pression sur les postes avancés de la 462e Volks-Grenadier-Division, sans attaquer frontalement les forts Jeanne-d’Arc et Lorraine.
Le 16 septembre 1944, dans un brouillard épais, l’attaque de Canrobert débute à 10h00. Elle est repoussée deux heures plus tard par les Fahnenjunker de Siegroth, qui se livrent à un corps à corps sans merci. Les Américains du 357e Infantry Regiment se retirent, laissant 72 soldats sur le terrain. À 17H00, le 1er bataillon du même régiment est aussi arrêté dans son élan par des tirs d'artillerie et d’armes légères. Au sud du secteur, le 2e bataillon perd de son côté 15 officiers et 117 hommes sous un feu nourri de mortiers et d’armes automatiques, provenant de la lisière boisée. À la nuit tombante, le bataillon n’a progressé que de 200 mètres.
Voyant que les Américains grignotent peu à peu ses lignes, l’artillerie allemande redouble ses tirs, réussissant à contenir les deux régiments et faisant craindre à McLain une nouvelle contre-attaque. Devant la pugnacité des troupes d’élite de la 462e Volks-Grenadier-Division, le général McLain, en accord avec le général Walker, décide de suspendre les attaques, en attendant de nouveaux plans de l’état-major de la 90e Infantry Division. Alors que les troupes de la troisième armée américaine se reposent en écoutant Marlène Dietrich, les troupes allemandes profitent de cette accalmie dans les combats pour se réorganiser. Des troupes de réserves de la future 462e Volks-Grenadier-Division relèvent dans les forts du secteur les troupes d’élites de Siegroth.
Lorsque les hostilités reprennent, après un mois pluvieux, les soldats de la 462e Volks-Grenadier-Division tiennent toujours solidement les forts de Metz, même si les ravitaillements se font plus difficilement sous les tirs d’artillerie et les bombardements fréquents. En guise de prélude à l’offensive sur Metz, le 9 novembre 1944, l' Air Force envoie pas moins de 1 299 bombardiers lourds B-17 et B-24 déverser 3 753 tonnes de bombes, de 1 000 à 2 000 livres, sur les ouvrages fortifiés et les points stratégiques situés dans la zone de combat de la IIIe armée. La plupart des bombardiers ayant largué leurs bombes sans visibilité, à plus de 20 000 pieds, les objectifs militaires sont parfois manqués. À Metz, les 689 chargements de bombes destinés à frapper sept forts de Metz, désignés comme des cibles prioritaires, ne font que des dégâts collatéraux, prouvant une fois de plus l’inadéquation des bombardements massifs sur des objectifs militaires.
À l’aube du 14 novembre 1944, les obusiers de 105 mm du 359e Field Artillery Battalion ouvrent le feu sur le secteur situé de part et d’autre du Groupe fortifié Jeanne-d’Arc, entre le fort François-de-Guise et le fort Driant, afin d’ouvrir la voie au 379e Infantry regiment, dont l’objectif est d’atteindre la Moselle. Plus au nord, le 15 novembre 1944, les ouvrages de la ligne Canrobert dans le bois de Fèves sont attaqués par le 378e Infantry regiment du colonel Samuel L. Metcalfe. Dans la brume matinale, après une préparation d’artillerie, le fort nord de la ligne Canrobert est le premier à tomber, vers 11h00, les troupes américaines arrivant dans le bois de Woippy. Durant l’après-midi, les hommes du 1217e Grenadier-Regiment « Richter », formé par le régiment de sécurité 1010, et ceux du 1515e Grenadier-Regiment « Stössel » de la 462e Volks-Grenadier-Division font plusieurs tentatives infructueuses pour repousser les Américains derrière la ligne Canrobert. Sous la pression, ils finissent par décrocher, laissant derrière-eux de nombreux morts et blessés. Les grenadiers allemands, qui devaient se retirer sur une ligne reliant le point d’appui Leipzig au fort de Plappeville, se replient en désordre vers Metz. Le 16 novembre 1944, alors que les Américains progressent rapidement dans Woippy, le groupe fortifié Lorraine, considéré pourtant comme une puissante position défensive derrière la ligne Canrobert, est évacué sans combattre par les troupes de Kittel. L’attaque simultanée des 377e et 378e Infantry Regiment avait atteint ses objectifs.
Le fort Jeanne-d’Arc fut le dernier des forts de Metz à déposer les armes. La résistance allemande, déterminée, les intempéries et les inondations, inopportunes, ainsi qu’une tendance générale à mésestimer la puissance de feu des fortifications de Metz, ont contribué à ralentir l’offensive américaine, donnant l’occasion à l’armée allemande de se retirer en bon ordre vers la Sarre. L’objectif de l’état-major allemand, qui était de gagner du temps en fixant le plus longtemps possible les troupes américaines en avant de la ligne Siegfried, sera donc largement atteint.